# Henryk Mąka

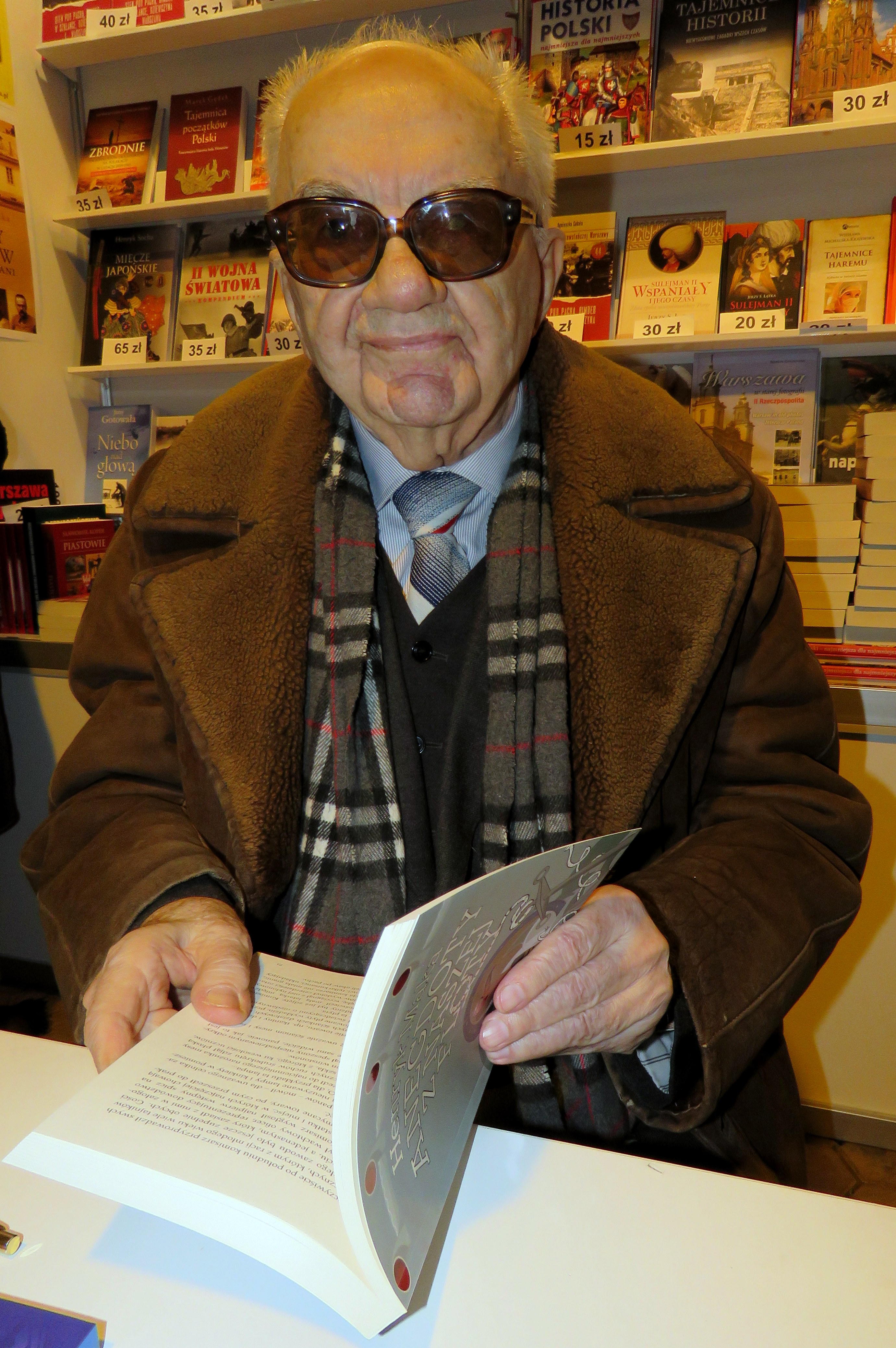
Henryk Mąka ze swoją książką pt. „Anegdoty z naszej floty” – Warszawa, 28 listopada 2015

Henryk Mąka (ur. 20 stycznia 1930 w Piotrkowie Trybunalskim, zm. 26 września 2016 w Warszawie) – polski pisarz, reportażysta i publicysta, specjalizujący się w tematyce morskiej i marynistycznej.

## Życiorys
Już jako gimnazjalista rozpoczął współpracę z młodzieżowymi czasopismami, a później z gazetami. Aktywnie działając w wodnym harcerstwie i ówczesnej Lidze Morskiej w rodzinnym Piotrkowie Trybunalskim, zaraz po maturze w liceum handlowym zdecydował się na studia dziennikarskie, które ukończył na Uniwersytecie Warszawskim w 1953. Tuż po studiach, skierowany z tzw. nakazem pracy, rozpoczął pracę w Szczecinie jako publicysta i kierownik działu w gazecie „Głos Szczeciński" (do 1964). Potem pracował jako zastępca redaktora naczelnego w „Tygodniku Morskim” (1965-1969), a następnie jako redaktor naczelny w tygodniku „Jantar” (1969-1972).
Po powrocie do Warszawy w latach 1973-1981 pełnił funkcję sekretarza redakcji w dzienniku związkowym „Głos Pracy”. W latach 1982–1991 publicysta i kierownik redakcji marynistycznej miesięcznika „Morze”.
Od 1992 na emeryturze. Współpracował dorywczo z pismami: „Poznaj swój kraj”, „Morze”, „Bryza” (Szczecin), „Głos Nauczycielski” i „Panorama” (Katowice), „Kurier Lubelski” i „Kurier Szczeciński”.
Obok pięciu tysięcy publikacji prasowych miał w swoim dorobku ponad sześćdziesiąt książek o tematyce morskiej, w łącznym nakładzie 1,4 mln egzemplarzy – także w językach obcych i jako książki mówione (na kasetach, dla niewidomych, obecnie jako e-booki).
Był członkiem Stowarzyszenia Dziennikarzy Polskich (1953-1982), Stowarzyszenia Dziennikarzy PRL (obecnie jako Stowarzyszenie Dziennikarzy Rzeczypospolitej Polskiej; od 1982), Stowarzyszenia Rozwoju Żeglarstwa, Szczecińskiego Towarzystwa Kultury, Stowarzyszenia Autorów Polskich (współorganizator i wiceprezes), Stowarzyszenia Marynistów Polskich (prezes Zarządu Głównego 1989-1993 i od 1997) oraz honorowym członkiem Ligi Morskiej i Rzecznej i in.
Mieszkał w Warszawie, na dolnym Mokotowie.

## Odznaczenia
- Srebrny Krzyż Zasługi (1967)
- III Nagroda Klubu Publicystów Morskich Stowarzyszenia Dziennikarzy Polskich (1967)
- Krzyż Kawalerski Orderu Odrodzenia Polski (1973)
- Krzyż Oficerski Orderu Odrodzenia Polski (1980)
- Nagroda Ministra Handlu Zagranicznego i Gospodarki Morskiej (1997)
- I Nagroda Klubu Publicystów Morskich Stowarzyszenia Dziennikarzy Polskich (1981)
- Specjalne wyróżnienie Ministra Transportu i Gospodarki Morskiej za publicystykę na rzecz Pomorza Zachodniego (1987)
- Krzyż Komandorski Orderu Odrodzenia Polski (2002)
- Srebrny Medal „Zasłużony Kulturze Gloria Artis” (2015)[3]
- Złota Odznaka Honorowa Gryfa Pomorskiego
- Krzyż „Pro Mari Nostro” Ligi Morskiej i Rzecznej
- Medal Komisji Edukacji Narodowej
- srebrny i złoty medal „Za zasługi dla obronności kraju”
- Medal Rodła – za zasługi w zagospodarowaniu Ziem Odzyskanych
- Honorowy Obywatel Piotrkowa Trybunalskiego (24 listopada 1999)
- odznaki: m.in. Zasłużony dla województwa koszalińskiego; Zasłużony Ziemi Gdańskiej; Zasłużony Pracownik Morza i in.

## Twórczość
- Stocznia Szczecińska 1948-1958 (album okolicznościowy; Szczecin 1958)
- Morskie ABC (podręcznik wychowania morskiego; współautorzy: Adam Kilnar, Witold Bohdanowicz; Kuratorium Okręgu Szkolnego, Szczecin 1963)
- Państwowa Szkoła Morska w Szczecinie (informator; Państwowa Szkoła Morska, Szczecin 1965)
- Cała naprzód (reportaże; 1968)
- Największy nad Bałtykiem (monografia; Wydawnictwo Poznańskie, Poznań 1969; Wydawnictwo Poznańskie, Poznań 1975; Wydawnictwo Poznańskie, Poznań 1979; wydanie angielskie: 1971)
- Szczecin (album; Wydawnictwo Poznańskie, Poznań 1969; wydanie II rozszerzone: Wydawnictwo Poznańskie, Poznań 1972)
- Kraina 44 wysp (album; Wydawnictwo Poznańskie, Poznań 1971)
- Wyższa Szkoła Morska w Szczecinie (monografia; Wyższa Szkoła Morska, Szczecin 1972)
- Kamień Pomorski (album; Wydawnictwo Poznańskie, Poznań 1975)
- Szczecińskie reportaże (reportaże; Wydawnictwo Poznańskie, Poznań 1977)
- Rejs w rok 2000 (popularnonaukowa; Książka i Wiedza, Warszawa 1978)
- Szczecin wczoraj dziś i jutro (Interpress 1978; wydanie niemieckie: 1978; wydanie angielskie: 1979)
- Kapitan schodzi ostatni (reportaże; Krajowa Agencja Wydawnicza, Warszawa 1979)
- Saga rodów morskich (reportaże) – Krajowa Agencja Wydawnicza, Warszawa 1979
- Organy kamieńskie (album; Wydawnictwo Poznańskie, Poznań 1980)
- Skąd statki rodem (monografia przemysłu okrętowego; Młodzieżowa Agencja Wydawnicza, Warszawa 1981)
- Praskie ABC (przewodnik; Państwowe Wydawnictwo Iskry, Warszawa 1983)
- Z Pacyfiku na talerz (monografia rybołówstwa morskiego; Krajowa Agencja Wydawnicza, Szczecin-Koszalin 1984)
- Nasi pod palmami (reportaże; Młodzieżowa Agencja Wydawnicza, Warszawa 1986)
- Anegdoty z mesy (zbiór opowiadań satyrycznych; Krajowa Agencja Wydawnicza, Szczecin 1987; wydanie II: Agencja ANPOL 1995)
- „Bremerhaven” – statek śmierci (monografia historyczna; Krajowa Agencja Wydawnicza, Szczecin 1987; Agencja Wydawnicza Promocja, Szczecin 1996; Dom Wydawniczy Bellona, Warszawa 2004)
- Neptun otwiera podwoje (Wydawnictwo ALFA, Warszawa 1987)
- Piraci naszych dni (reportaże; Wydawnictwo Glob, Szczecin 1987)
- Fiordy bez Wikingów (reportaże; Instytut Wydawniczy Związków Zawodowych, Warszawa 1989)
- Na Tahiti i dalej. Relacja z rejsu dookoła świata (reportaże; Wydawnictwo Spółdzielcze, Warszawa 1990)
- Sarmaci na morzach (opowiadania biograficzne; Wydawnictwo Albatros, Gdańsk 1992; Wydawnictwo Bellona, Warszawa 2008)
- Piraci znów atakują (reportaże; Książka i Wiedza, Warszawa 1995)
- SOS – toniemy! Katastrofy polskich statków (szkice; Wydawnictwo Promocyjne „Albatros”, Szczecin 1996)
- Nie tylko Ziemia Święta. M/s „Uniwersytetem Wrocławskim” rejs w nieznane – Wydawnictwo Promocyjne „Albatros”, Szczecin 1997)
- Pod Fudżijamę i z powrotem (reportaże; Wydawnictwo W Kolorach Tęczy, Wrocław 1997; seria: Biblioteka Podróży i Przygody)
- 10 wysp – 100 światów (Wydawnictwo Promocyjne „Albatros”, Szczecin 1998; seria: Biblioteka Neptuna)
- Latający Holender i inne widma – Wydawnictwo Promocyjne „Albatros”, Szczecin 1998 (seria: Biblioteka Neptuna)
- Dom pod równikiem (reportaże; Wydawnictwo W Kolorach Tęczy, Wrocław 1998)
- Morze w humorze (Agencja Wydawnicza Promocja, Szczecin 1998)
- „Wulkan” wciąż aktywny (Wydawnictwo Promocyjne „Albatros”, Szczecin 1998; seria: Biblioteka Neptuna)
- Zagadka Truso i Winety (Wydawnictwo Promocyjne „Albatros”, Szczecin 1998; seria: Biblioteka Neptuna)
- Eldorado w głębinach (Wydawnictwo Promocyjne „Albatros”, Szczecin 1999; seria: Biblioteka Neptuna)
- Navigare necesse est... (morskie milenium w anegdocie) (Wydawnictwo Promocyjne „Albatros”, Szczecin 2000; seria: Biblioteka Neptuna)
- Od „Titanica” do „Kurska” (Wydawnictwo Promocyjne „Albatros”, Szczecin 2001)
- Piraci ery atomowej (Wydawnictwo Bellona, Warszawa 2003; seria: MH Miniatury Historyczne)
- Bermudzki trójkąt i inne tajemnice (Wydawnictwo Bellona, Warszawa 2004; seria: Wielkie Zagadki)
- Morski leksykon współczesny (Wydawnictwo Bellona, Warszawa 2006)
- Upiory Bałtyku (Oficyna Literacka La Luna 2008)
- Bermudzki trójkąt śmierci (Wydawnictwo Bellona, Warszawa 2012)
- Nasi w tropikach (Wydawnictwo Bellona, Warszawa 2013)
- Piraci na Karaibach (Wydawnictwo Bellona, Warszawa 2013)
- Przy sterach i pod żaglami. Polacy na morzach świata 1914-2014 (Wydawnictwo Bellona, Warszawa 2014)
- Admirałowie polskiej floty. Od Mieszka I do Admirałów XXI wieku (Wydawnictwo Bellona, Warszawa 2015)
- Anegdoty z naszej floty (Wydawnictwo Bellona, Warszawa 2015)
- Bałtyckie wraki Führera (Wydawnictwo Bellona, Warszawa 2017)[4].

## W antologiach i pracach zbiorowych
- Nasze morze: Frachtowce roku 2000 z polskich stoczni oraz Urzekło mnie morze (antologia wydana z okazji Dni Morza '81; Krajowy Komitet Dni Morza, Warszawa 1981)
- Nasze morze: Świnoujście, to więcej niż port (antologia wydana z okazji Dni Morza '85; Krajowy Komitet Dni Morza, Warszawa 1985)